# 1440p

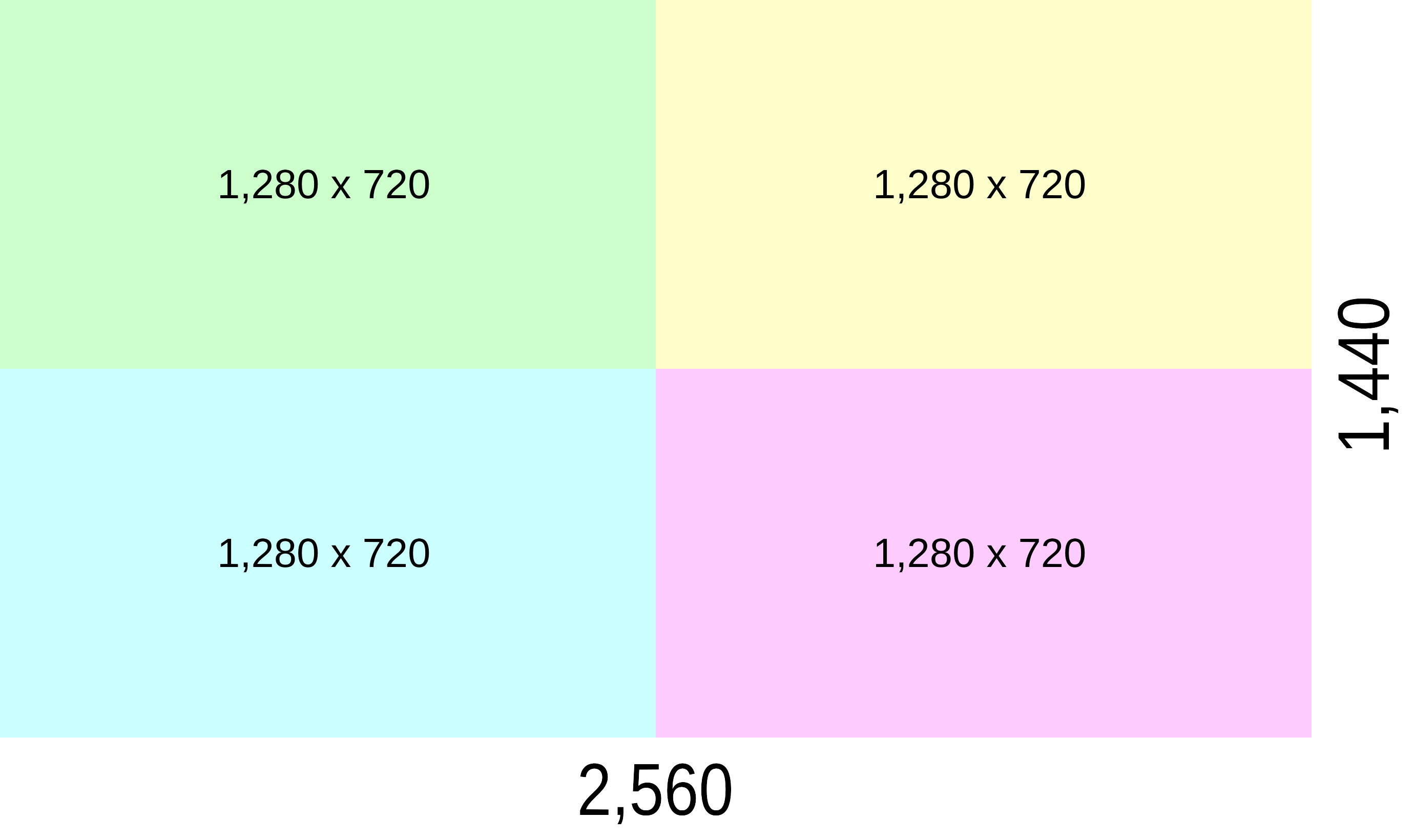
Representação do tamanho da resolução 1440p

1440p ou (QHD, WQHD, Quad HD) é uma resolução 2560 x 1440, isto indica alguns 3.686.400 pixels, que são o dobro da resolução vertical de 720p. No outono de 2006, uma fabricante chamada Chi Mei Corporation anunciou uma tela de 47 polegadas em LCD com 1440p para ser lançada no segundo trimestre de 2007.
Este formato de resolução é pouco comum em televisores. Para promover esta tecnologia alguns fabricantes criaram filmes e jogos que pudessem ter esta resolução. Porém o modelo não tornou-se popular e perdeu espaço para o 1080p.
Alguns modelos de celulares adotaram essa resolução, como por exemplo o Samsung Galaxy S7.